# Championnats du monde de judo toutes catégories 2011
Navigation
Édition précédente Édition suivante
La deuxième édition des championnats du monde de judo toutes catégories se déroule les 29 et 30 octobre 2011 à Tioumen en Russie.

## Résultats
| Hommes | Femmes |
| 1 • Abdullo Tangriev 2 • Barna Bor 3 • Alexander Mikhaylin 3 • Keiji Suzuki 5 • Kim Sung-min (en) 5 • Hiroki Tachiyama (en) 7 • Ihar Makarau 7 • Kazuhiko Takahashi (ja) | 1 • Tong Wen 2 • Tea Dongouzachvili 3 • Nanami Hashiguchi (ja) 3 • Mika Sugimoto 5 • Qin Qian 5 • Megumi Tachimoto 7 • Iryna Iadkouskaya 7 • Nataly Sokolova |
| Résultat détaillé : Tableau masculin | Résultat détaillé : Tableau féminin |

## Tableau des médailles
| Rang  | Nation      | Or | Argent | Bronze | Total |
| ----- | ----------- | -- | ------ | ------ | ----- |
| 1     | Chine       | 1  | 0      | 0      | 1     |
| 1     | Ouzbékistan | 1  | 0      | 0      | 1     |
| 2     | Russie      | 0  | 1      | 1      | 2     |
| 2     | Hongrie     | 0  | 1      | 0      | 1     |
| 3     | Japon       | 0  | 0      | 3      | 3     |
| Total | Total       | 2  | 2      | 4      | 8     |